# Provincia de Sandaun
Provincia de Sandaun, antes conocida como Sepik Occidental (En  Inglés: West Sepik), es la provincia ubicada más al noroeste de Papúa Nueva Guinea, cubriendo una superficie total de 36,300 km². La provincia tiene una población total de 185,741 habitantes de acuerdo al censo del año 2000. Su capital es la ciudad de Vanimo.

## Distritos
La provincia tiene cuatro distritos. Cada uno de dichos distritos tiene un Áreas de Gobierno Local (AGL), las cuales para propósitos censales se encuentran subdivididas en zonas y estas en unidades censales.
| Distrito                       | Capital del Distrito | Nombre de la AGL         |
| ------------------------------ | -------------------- | ------------------------ |
| Distrito de Aitape-Lumi        | Aitape               | East Aitape Rural        |
| Distrito de Aitape-Lumi        | Aitape               | East Wapei Rural         |
| Distrito de Aitape-Lumi        | Aitape               | West Aitape Rural        |
| Distrito de Aitape-Lumi        | Aitape               | West Wapei Rural         |
| Distrito de Nuku               | Nuku                 | Nuku Rural               |
| Distrito de Nuku               | Nuku                 | Palai Rural              |
| Distrito de Nuku               | Nuku                 | Yangkok Rural            |
| Distrito de Nuku               | Nuku                 | Maimai Wanwan Rural      |
| Distrito de Telefomin          | Telefomin            | Namea Rural              |
| Distrito de Telefomin          | Telefomin            | Oksapmin Rural           |
| Distrito de Telefomin          | Telefomin            | Telefomin Rural          |
| Distrito de Telefomin          | Telefomin            | Yapsie Rural             |
| Distrito de Vanimo-Green River | Vanimo               | Amanab Rural             |
| Distrito de Vanimo-Green River | Vanimo               | Bewani-Wutung-Onei Rural |
| Distrito de Vanimo-Green River | Vanimo               | Green River Rural        |
| Distrito de Vanimo-Green River | Vanimo               | Vanimo Urban             |
| Distrito de Vanimo-Green River | Vanimo               | Walsa Rural              |

## Miembros del Parlamento Nacional
La provincia y cada distrito está representada por un miembro del Parlamento Nacional.  Existe un distrito electoral provincial y cada distrito es un electorado abierto. 